# Kakuro
Kakuro je logická číselná hra.

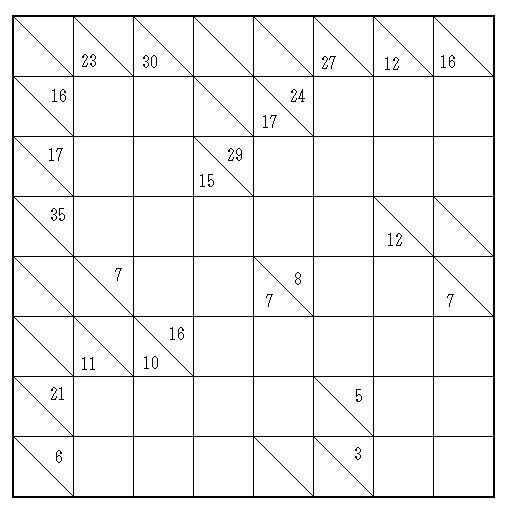
Kakuro - Logická hra

Kakuro je hra podobná sudoku či klasické křížovce, která spočívá v doplňování čísel do prázdných políček. Do dané části řádku či sloupce je třeba doplnit různá (tj. neopakující se) čísla 1 až 9 tak, aby jejich součet vždy odpovídal číslu zadanému vlevo od této části řádku (resp. nad touto částí sloupce).

## Možné kombinace
Následující tabulka obsahuje jedinečné kombinace čísel při daném součtu pro daný počet políček.
(Úplně všechny můžete zjistit jednoduchým použitím malého programu z: http://www.kakuro.com/downloads/Kakuro%20helper.exe Archivováno 15. 6. 2006 na Wayback Machine.)
| Počet políček | Součet | Kombinace         |
| 2             | 3      | 1+2               |
|               | 4      | 1+3               |
|               | 16     | 7+9               |
|               | 17     | 8+9               |
| 3             | 6      | 1+2+3             |
|               | 7      | 1+2+4             |
|               | 23     | 6+8+9             |
|               | 24     | 7+8+9             |
| 4             | 10     | 1+2+3+4           |
|               | 11     | 1+2+3+5           |
|               | 29     | 5+7+8+9           |
|               | 30     | 6+7+8+9           |
| 5             | 15     | 1+2+3+4+5         |
|               | 16     | 1+2+3+4+6         |
|               | 34     | 4+6+7+8+9         |
|               | 35     | 5+6+7+8+9         |
| 6             | 21     | 1+2+3+4+5+6       |
|               | 22     | 1+2+3+4+5+7       |
|               | 38     | 3+5+6+7+8+9       |
|               | 39     | 4+5+6+7+8+9       |
| 7             | 28     | 1+2+3+4+5+6+7     |
|               | 29     | 1+2+3+4+5+6+8     |
|               | 41     | 2+4+5+6+7+8+9     |
|               | 42     | 3+4+5+6+7+8+9     |
| 8             | 36     | 1+2+3+4+5+6+7+8   |
|               | 37     | 1+2+3+4+5+6+7+9   |
|               | 38     | 1+2+3+4+5+6+8+9   |
|               | 39     | 1+2+3+4+5+7+8+9   |
|               | 40     | 1+2+3+4+6+7+8+9   |
|               | 41     | 1+2+3+5+6+7+8+9   |
|               | 42     | 1+2+4+5+6+7+8+9   |
|               | 43     | 1+3+4+5+6+7+8+9   |
|               | 44     | 2+3+4+5+6+7+8+9   |
| 9             | 45     | 1+2+3+4+5+6+7+8+9 |